# Григорије Исповедник
Свети Георгије Исповедник (ςгрч. Αγιος Γεωργιος ο Ομολογητης), познат и као Свети Георгије Антиохијски, био је епископ Антиохијске патријаршије у Писидији у 8. веку. У православној цркви се поштује као светитељ, а помиње се 1. августа и 19. априла.

## Биографија
У младости се Георгије замонашио и стекао славу својом побожношћу, а касније је рукоположен за епископа Антиохијске цркве у Писидији. Георгије је 754. године присуствовао иконоборачком сабору у Хијерији у Цариграду, који је забранио поштовање икона. Међутим, као иконодул, Георгије је одбио да се повинује одлукама сабора и потом га је прогнао цар Константин V. Касније се вратио из изгнанства и присуствовао обнављању поштовања икона на Другом Никејском сабору 787. године.
Григорије је критиковао рестаурацију иконоборства на почетку владавине цара Лава V, и још једном је одбио да уклони иконе из цркава у оквиру своје епархије. Цар је прогнао Григориа, који је 814. године умро у изгнанству. За своју посвећеност Православној Цркви, Георгије је проглашен за исповедника вере.